# 200 mètres féminin aux Jeux olympiques d'été de 1988 (athlétisme)
Pour un article plus général, voir Athlétisme aux Jeux olympiques d'été de 1988.
Navigation
Los Angeles 1984 Barcelone 1992
L'épreuve du 200 mètres féminin aux Jeux olympiques de 1988 s'est déroulée les 28 et 29 septembre 1988 au Stade olympique de Séoul, en Corée du Sud. Elle est remportée par l'Américaine Florence Griffith-Joyner qui établit un nouveau record du monde en 21 s 34.

## Faits marquants
59 concurrentes représentant 42 nations participent à l'épreuve.
Parmi les favorites figuraient les Allemandes de l'Est Heike Drechsler, qui avait égalé deux fois le record du monde en 1986, dont l'une lors des championnats d'Europe, et Silke Gladisch, la championne du monde de 1987. La meilleure Américaine, Florence Griffith Joyner, médaillée d'argent en 1984, avait dominé les Sélections olympiques avec un record continental de 21 s 77 et un record du monde à 10 s 49 sur 100 mètres. A Séoul elle avait déjà largement remporté le 100 m.
En quart de finale, Griffith-Joyner bat le record olympique et continental en 21 s 76. Elle bat le record du monde en demi-finale, en 21 s 56, après être passée en 11 s 24 au 100 m. Dans cette course elle bat la Jamaïcaine Merlene Ottey (22 s 07) de 5 mètres, la championne du monde 
Silke Möller étant 3e en 22 s 15. L'autre demi-finale est remporté par Grace Jackson en 22 s 13, devant Drechsler en 22 s 27.
Lors de la finale, Ottey mène aux 50 m, avec un mètre d'avance sur Griffith-Joyner, mais l'Américaine la rattrape aux 100 m, et prend une avance de 3 mètres aux 150 m, avant de battre le record du monde pour la deuxième fois en 100 minutes, devant Grace Jackson, qui était remontée de la 5e à la 2e place sur la portion du 100 au 150 m. Ottey doit ralentir sur la fin et cède le bronze à Drechsler.
Après la finale, Florence Griffith-Joyner déclare lors d'une interview très bien savoir ce que les gens disent d'elle, mais qu'elle n'a jamais pris de produits dopants.

## Records avant compétition
Avant cette compétition, les records dans cette discipline étaient les suivants : 
| Record du monde  | Marita Koch (GDR) Heike Drechsler (GDR) | 21 s 71 | Karl-Marx-Stadt Potsdam Iéna Stuttgart | 10 juin 1979 21 juillet 1984 29 juin 1986 29 août 1986 |
| Record olympique | Valerie Brisco-Hooks (USA)              | 21 s 81 | Los Angeles                            | 9 août 1984                                            |

## Résultats

### Séries
Les 3 premières de chaque série et les 8 meilleurs temps parmi les autres concurrentes se qualifient pour les quarts de finale.

### Quarts de finale
Les 4 premières de chaque série se qualifient pour les demi-finales.
| Rang | Athlète                  | Pays                 | Temps   | Notes     |
| ---- | ------------------------ | -------------------- | ------- | --------- |
| 1    | Florence Griffith Joyner | États-Unis           | 21 s 76 | Q, OR, AR |
| 1    | Maia Azarashvili         | Union soviétique     | 22 s 37 | Q         |
| 3    | Heike Drechsler          | Allemagne de l'Est   | 22 s 38 | Q         |
| 4    | Regula Aebi              | Suisse               | 22 s 88 | Q, NR=    |
| 5    | Kerry Johnson            | Australie            | 23 s 01 |           |
| 6    | Silke Knoll              | Allemagne de l'Ouest | 23 s 15 |           |
| 7    | Angela Williams          | Trinité-et-Tobago    | 23 s 48 |           |
| 8    | Marie-Christine Cazier   | France               | 23 s 63 |           |

| Rang | Athlète            | Pays               | Temps   | Notes |
| ---- | ------------------ | ------------------ | ------- | ----- |
| 1    | Gwen Torrence      | États-Unis         | 22 s 25 | Q     |
| 2    | Merlene Ottey      | Jamaïque           | 22 s 30 | Q     |
| 3    | Nadezhda Georgieva | Bulgarie           | 22 s 60 | Q     |
| 4    | Katrin Krabbe      | Allemagne de l'Est | 22 s 67 | Q     |
| 5    | Falilat Ogunkoya   | Nigeria            | 22 s 88 | SB    |
| 6    | Rita Angotzi       | Italie             | 23 s 33 | PB    |
| 7    | Jolanta Janota     | Pologne            | 23 s 34 |       |
| 8    | Louise Stuart      | Grande-Bretagne    | 23 s 59 |       |

| Rang | Athlète           | Pays                 | Temps   | Notes |
| ---- | ----------------- | -------------------- | ------- | ----- |
| 1    | Grace Jackson     | Jamaïque             | 22 s 24 | Q     |
| 2    | Andrea Thomas     | Allemagne de l'Ouest | 22 s 84 | Q     |
| 3    | Silke Möller      | Allemagne de l'Est   | 22 s 86 | Q     |
| 4    | Paula Dunn        | Grande-Bretagne      | 23 s 04 | Q     |
| 5    | Muriel Leroy      | France               | 23 s 22 |       |
| 6    | Marisa Masullo    | Italie               | 23 s 52 |       |
| 7    | Jocelyn Joseph    | Antigua-et-Barbuda   | 23 s 59 |       |
| 8    | Norfalia Carabalí | Colombie             | 23 s 96 |       |

| Rang | Athlète             | Pays                 | Temps   | Notes |
| ---- | ------------------- | -------------------- | ------- | ----- |
| 1    | Galina Malchugina   | Union soviétique     | 22 s 77 | Q     |
| 2    | Mary Onyali         | Nigeria              | 22 s 89 | Q     |
| 3    | Pauline Davis       | Bahamas              | 22 s 92 | Q     |
| 4    | Agnieszka Siwek     | Pologne              | 22 s 96 | Q     |
| 5    | Simmone Jacobs      | Grande-Bretagne      | 23 s 38 |       |
| 6    | Magnólia Figueiredo | Brésil               | 23 s 67 |       |
| 7    | Karin Janke         | Allemagne de l'Ouest | 23 s 87 |       |
| 8    | Marie-José Pérec    | France               | 24 s 22 |       |

### Demi-finales
Les 4 premières de chaque série se qualifient pour la finale.
| Rang | Athlète                  | Pays                 | Temps   | Notes |
| ---- | ------------------------ | -------------------- | ------- | ----- |
| 1    | Florence Griffith Joyner | États-Unis           | 21 s 56 | Q, WR |
| 2    | Merlene Ottey            | Jamaïque             | 22 s 07 | Q     |
| 3    | Silke Möller             | Allemagne de l'Est   | 22 s 15 | Q     |
| 4    | Maia Azarashvili         | Union soviétique     | 22 s 33 | Q     |
| 5    | Mary Onyali              | Nigeria              | 22 s 43 | NR    |
| 6    | Katrin Krabbe            | Allemagne de l'Est   | 22 s 59 |       |
| 7    | Pauline Davis            | Bahamas              | 22 s 67 | SB    |
| 8    | Andrea Thomas            | Allemagne de l'Ouest | 22 s 91 |       |

| Rang | Athlète            | Pays               | Temps   | Notes |
| ---- | ------------------ | ------------------ | ------- | ----- |
| 1    | Grace Jackson      | Jamaïque           | 22 s 13 | Q, PB |
| 2    | Heike Drechsler    | Allemagne de l'Est | 22 s 27 | Q     |
| 3    | Gwen Torrence      | États-Unis         | 22 s 53 | Q     |
| 4    | Galina Malchugina  | Union soviétique   | 22 s 55 | Q     |
| 5    | Nadezhda Georgieva | Bulgarie           | 22 s 67 |       |
| 6    | Paula Dunn         | Grande-Bretagne    | 23 s 14 |       |
| 7    | Agnieszka Siwek    | Pologne            | 23 s 20 |       |
| 8    | Regula Aebi        | Suisse             | 23 s 33 |       |

### Finale
| Rang               | Athlète                  | Pays               | Temps   | Notes |
| ------------------ | ------------------------ | ------------------ | ------- | ----- |
| Médaille d'or      | Florence Griffith Joyner | États-Unis         | 21 s 34 | WR    |
| Médaille d'argent  | Grace Jackson            | Jamaïque           | 21 s 72 | NR    |
| Médaille de bronze | Heike Drechsler          | Allemagne de l'Est | 21 s 95 |       |
| 4                  | Merlene Ottey            | Jamaïque           | 21 s 99 | SB    |
| 5                  | Silke Möller             | Allemagne de l'Est | 22 s 09 | SB    |
| 6                  | Gwen Torrence            | États-Unis         | 22 s 17 |       |
| 7                  | Maya Azarashvili         | Union soviétique   | 22 s 33 |       |
| 8                  | Galina Malchugina        | Union soviétique   | 22 s 42 | SB    |

## Légende
Records et Performances
- AR : Record continental (area record)
- CR : Record des championnats (championship record)
- MR : Record du meeting (meet record)
- NR : Record national (national record)
- OR : Record olympique (olympic record)
- PR : Record paralympique (paralympic record)
- PB : Record personnel (personal best)
- SB : Meilleure performance personnelle de la saison (season's best)
- WL : Meilleure performance mondiale de l'année (world leader)
- WJR : Record du monde junior (world junior record)
- WR : Record du monde (world record)

Circonstances et Conditions
- DNF : N'a pas terminé (did not finish)
- DNS : N'a pas pris le départ (did not start)
- DQ : Disqualification (disqualification)
- NM : Aucun essai valable enregistré (No Mark)
- Q : Qualifié « directement » au prochain tour (ou à la prochaine compétition), lors d'une compétition majeure, grâce au classement ou à la réalisation des minima (automatic qualifier)
- q : Qualifié au prochain tour (ou à la prochaine compétition), lors d'une compétition majeure, grâce au repêchage ou à la réalisation de l'une des meilleures performances parmi celles des « non qualifiés directement » (grâce au meilleur temps ou à la meilleure distance par exemple) (secondary qualifier)